# Miechunka

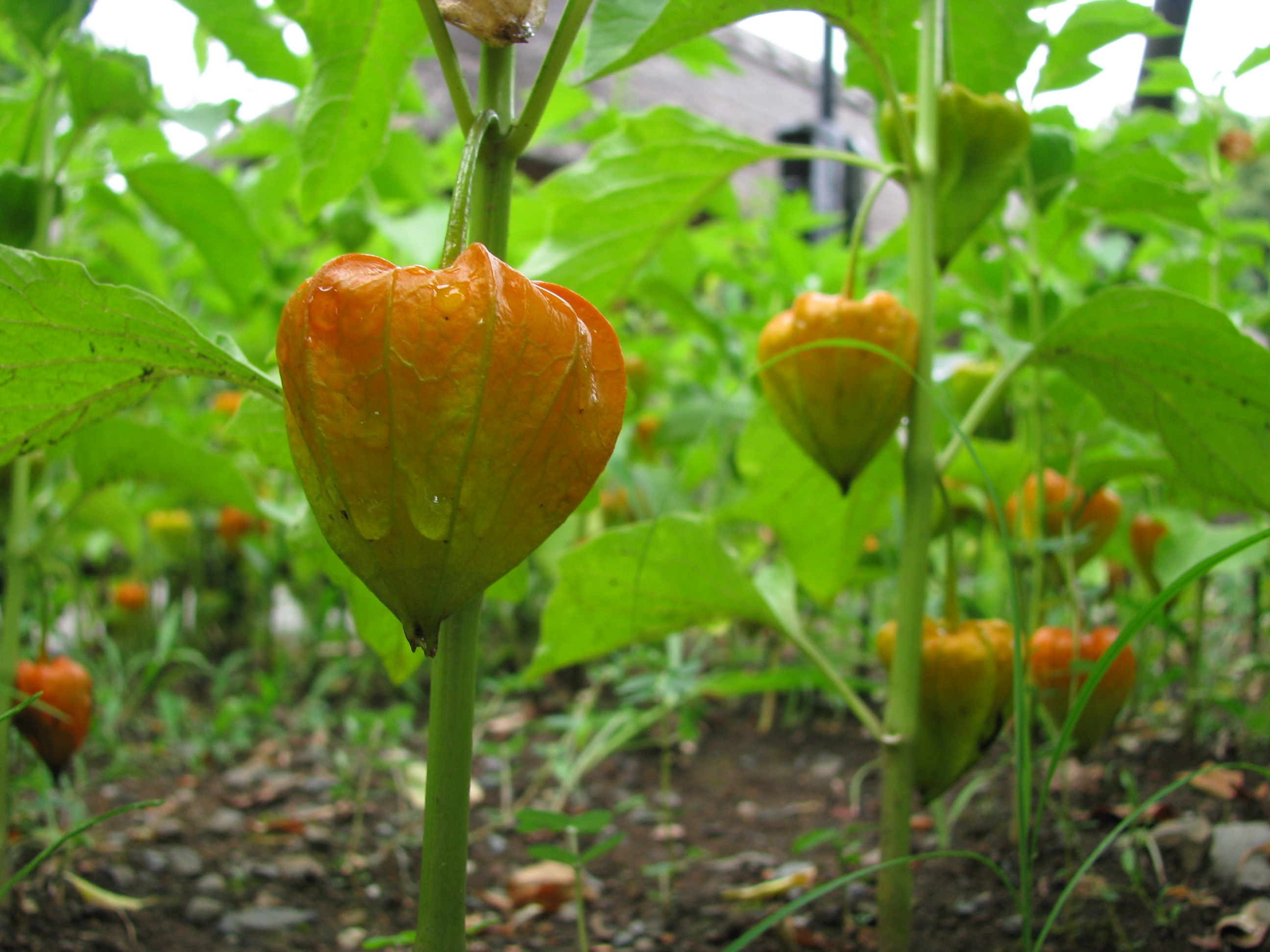
Owoc miechunki rozdętej

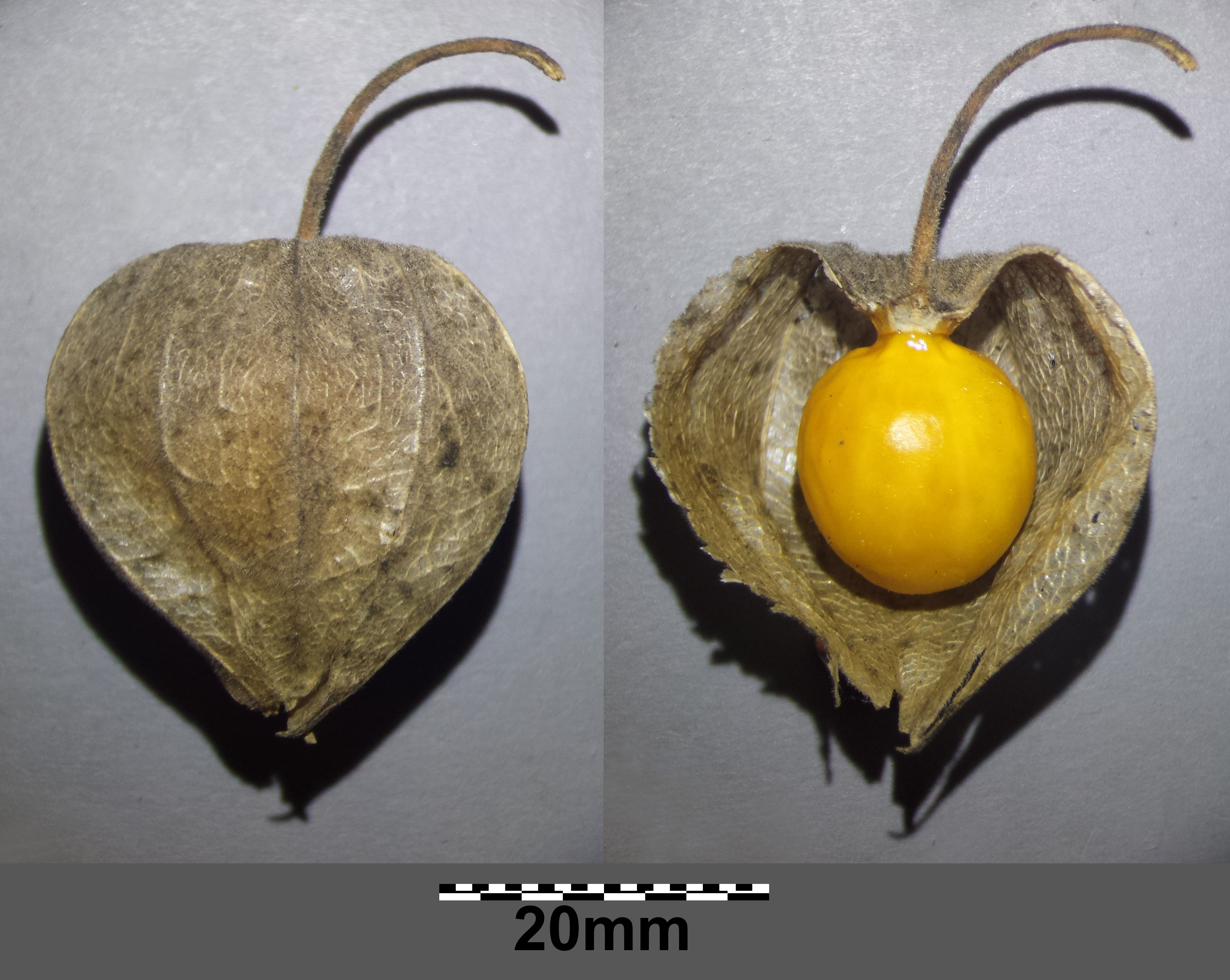
Owoc miechunki peruwiańskiej

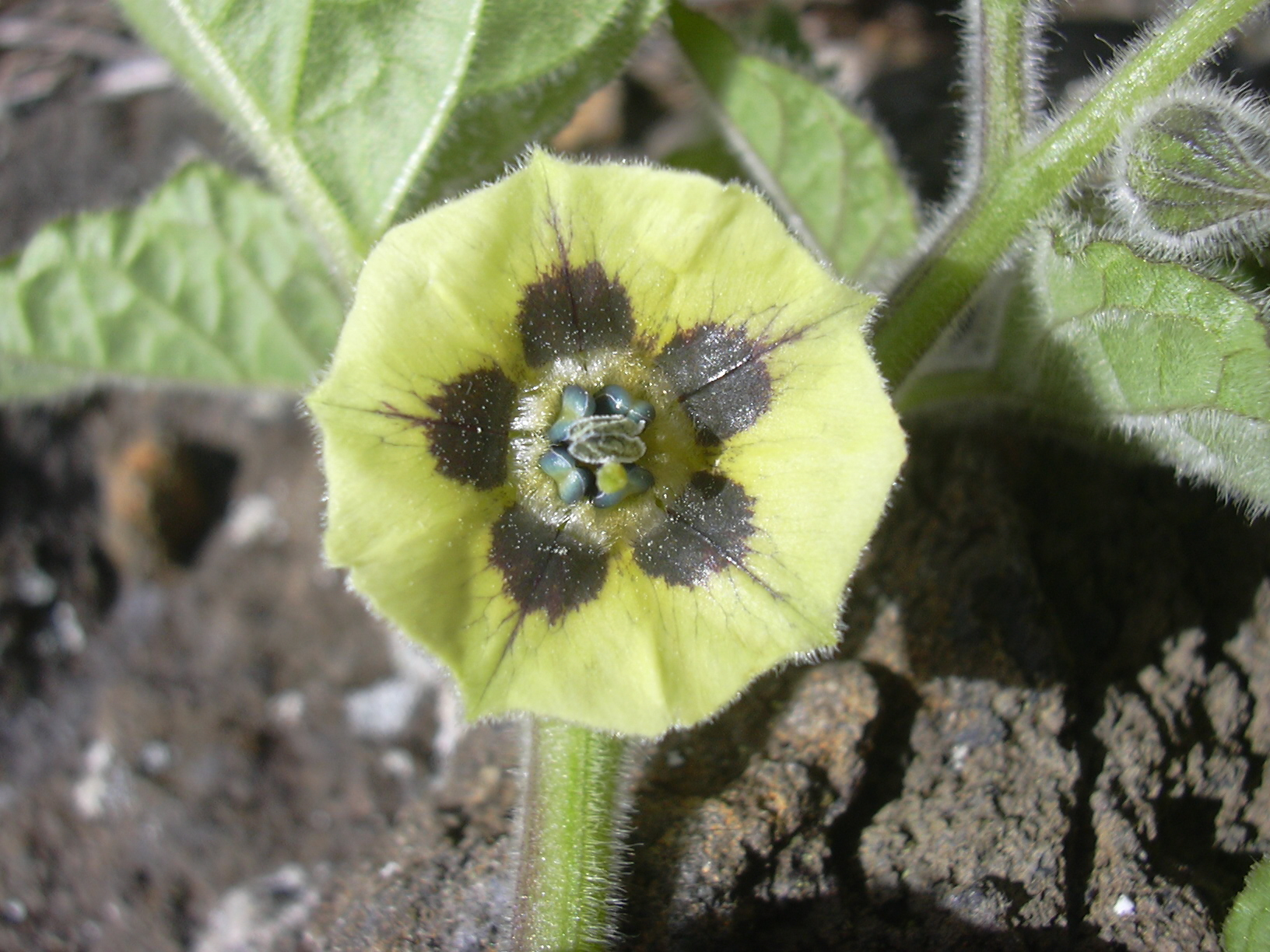
Kwiat miechunki peruwiańskiej

Miechunka (Physalis L.) – rodzaj roślin z rodziny psiankowatych. Obejmuje ok. 90–124 gatunki. Występują one w większości naturalnie na kontynentach amerykańskich w strefie międzyzwrotnikowej, osiągając największe zróżnicowanie w Meksyku. Jeden gatunek (miechunka rozdęta P. alkekengi) występuje naturalnie we wschodniej Europie i w Azji, inny (P. viscosa) w Australii. Uprawiane dla jadalnych owoców są takie gatunki jak: miechunka rozdęta, peruwiańska, pomidorowa i Physalis pruinosa. Poza jadalnymi owocami rośliny te są trujące z powodu zawartości alkaloidów, lokalnie bywają jednak używane też jako rośliny lecznicze. W Polsce miechunki są uprawiane, poza tym zadomowionym przybyszem (kenofitem) jest miechunka rozdęta, a pomidorowa przejściowo dziczeje (efemerofit). 

## Morfologia

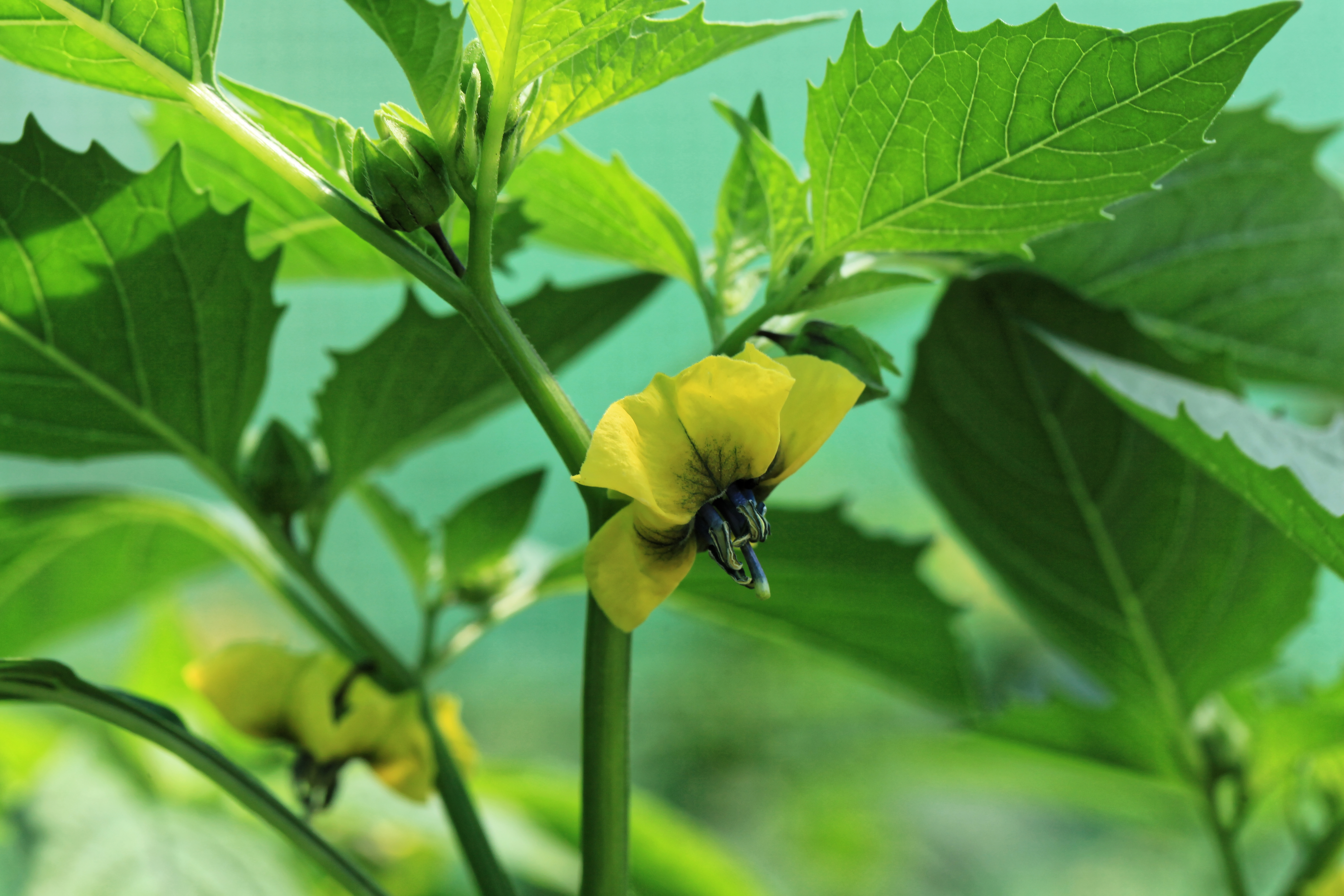
Miechunka pomidorowa

PokrójRośliny jednoroczne i byliny osiągające do 2 m wysokości. Pędy nagie lub pokryte pojedynczymi, prostymi włoskami.
LiściePojedyncze, skrętoległe, czasem wyrastające parami, ogonkowe. Blaszka całobrzega lub ząbkowana, u części przedstawicieli nieco lepka z powodu gruczołków.
KwiatyPięciokrotne, promieniste, wyrastają pojedynczo w kątach liści. Kielich zrosłodziałkowy, znacznie powiększający się w czasie owocowania. Korona kwiatu szeroko lejkowata do kołowej, zrosłopłatkowa, barwy białej, żółtej, fioletowej. Pręcików jest 5, równych długością. Zalążnia górna, dwukomorowa, z licznymi zalążkami, szyjka słupka pojedyncza, zakończona kolistym lub nieznacznie dwudzielnym znamieniem.
OwoceSoczyste, kuliste jagody zawierające dużą liczbę drobnych nasion rozwijające się w rozdętym kielichu.

## Systematyka
Rodzaj z podplemienia Physalinae, plemienia Physaleae z podrodziny Solanoideae w obrębie rodziny psiankowatych Solanaceae.
Wykaz gatunków
- Physalis acutifolia (Miers) Sandwith
- Physalis aequata J. Jacq. ex Nees
- Physalis aggregata Waterf.
- Physalis alkekengi L. – miechunka rozdęta
- Physalis ambigua Britton
- Physalis amphitricha (Bitter) Standl. & Steyerm.
- Physalis ampla Waterf.
- Physalis angulata L.
- Physalis angustifolia Nutt.
- Physalis angustiloba Waterf.
- Physalis angustior Waterf.
- Physalis angustiphysa Waterf.
- Physalis arenicola Kearney
- Physalis campanula Standl. & Steyerm.
- Physalis campechiana L.
- Physalis carnosa Standl. & Steyerm.
- Physalis carpenteri Riddell ex Rydb.
- Physalis caudella Standl.
- Physalis chenopodifolia Lam.
- Physalis chimalteca Standl. & Steyerm.
- Physalis ciliosa Rydb.
- Physalis cinerascens (Dunal) Hitchc.
- Physalis cinerea Waterf.
- Physalis comata Rydb.
- Physalis cordata Houst. ex Mill.
- Physalis coztomatl Dunal
- Physalis crassifolia Benth.
- Physalis divaricata D. Don
- Physalis eggersii O.E. Schulz
- Physalis elliottii Kunze
- Physalis fendleri A. Gray
- Physalis filipendula Brandegee
- Physalis flava Wiggins
- Physalis fuscomaculata Rouville
- Physalis galapagoensis Waterf.
- Physalis geniculata (M. Martens & Galeotti) Miers
- Physalis glabra Benth.
- Physalis glutinosa Schltdl.
- Physalis gracilis Miers
- Physalis grandiflora Hook.
- Physalis greenmanii Waterf.
- Physalis grisea (Waterf.) M. Martínez
- Physalis hastatula Waterf.
- Physalis hederifolia A. Gray
- Physalis heterophylla Nees
- Physalis hintonii Waterf.
- Physalis hirsuta M. Martens & Galeotti
- Physalis hispida (Waterf.) Cronquist
- Physalis ignota Britton
- Physalis ingrata Standl.
- Physalis intermedia Rydb.
- Physalis jaliscensis Waterf.
- Physalis lagascae Roem. & Schult.
- Physalis lassa Standl. & Steyerm.
- Physalis latecorollata Waterf.
- Physalis latiphysa Waterf.
- Physalis leptophylla B.L. Rob. & Greenm.
- Physalis lignescens Waterf.
- Physalis lobata Torr.
- Physalis longicaulis Waterf.
- Physalis longifolia Nutt.
- Physalis longiloba O. Vargas, M. Martínez & Dávila
- Physalis longipedicellata Waterf.
- Physalis margaranthoides Rusby
- Physalis maritima M.A. Curtis
- Physalis mcvaughii Waterf.
- Physalis melanocystis (B.L.Rob.) Bitter
- Physalis michoacanensis Waterf.
- Physalis microcarpa Urb. & Ekman
- Physalis microphysa A. Gray
- Physalis minima L.
- Physalis minimaculata Waterf.
- Physalis minuta Griggs
- Physalis missouriensis Mack. & Bush
- Physalis mollis Nutt.
- Physalis monticola C. Mohr
- Physalis muelleri Waterf.
- Physalis muriculata Greene
- Physalis neomexicana Rydb.
- Physalis nicandroides Schltdl.
- Physalis nyctaginea Dunal
- Physalis orizabae Dunal
- Physalis parvianthera Waterf.
- Physalis patula Mill.
- Physalis pendula Rydb.
- Physalis pennellii Waterf.
- Physalis peruviana L. – miechunka peruwiańska
- Physalis philadelphica Lam. – miechunka pomidorowa
- Physalis philippensis Fernald
- Physalis porphyrophysa Donn.Sm.
- Physalis porrecta Waterf.
- Physalis pringlei Greenm.
- Physalis pruinosa L.
- Physalis pubescens L.
- Physalis pumila Nutt.
- Physalis purpurea Wiggins
- Physalis queretaroensis M. Martínez & L. Hern.
- Physalis quillabambensis D. Medina
- Physalis rigida Pollard & C.R. Ball
- Physalis rotundata Rydb.
- Physalis rydbergii Fernald
- Physalis sancti-josephii Dunal
- Physalis sinuata Rydb.
- Physalis sordida Fernald
- Physalis stapelioides (Regel) Bitter
- Physalis subglabrata Mack. & Bush
- Physalis subrepens Waterf.
- Physalis subulata Rydb.
- Physalis sulphurea (Fernald) Waterf.
- Physalis surinamensis Miq.
- Physalis tamayoi O. Vargas, M. Martínez & Dávila
- Physalis tehuacanensis Waterf.
- Physalis turbinata Medik.
- Physalis turbinatoides Waterf.
- Physalis variovestita Waterf.
- Physalis vestita Waterf.
- Physalis virginiana Mill.
- Physalis viridoflava Waterf.
- Physalis viscosa L.
- Physalis volubilis Waterf.
- Physalis walteri Nutt.
- Physalis waterfallii O. Vargas, M. Martínez & Dávila
- Physalis xalapensis Kunth